# Dragošička
Dragošićka je naselje u općini Rugvica u Zagrebačkoj županiji.

## Zemljopis
Naselje je smješteno 2 km zapadno od Rugvice, i 6 km južno od Dugog Sela, na cesti Dugo Selo-Rugvica-Ivanja Reka. 

## Stanovništvo
U naselju živi 409 stanovnika (2001.) u 97 kućanstava.
Broj stanovnika: 
- 1981.: 43 (13 kućanstava)
- 1991.: 136
- 2001.: 409 (97 kućanstava)

| broj stanovnika | 48    | 49    | 45    | 52    | 56    | 64    | 81    | 55    | 36    | 35    | 47    | 41    | 43    | 136   | 409   | 387   | 326   |
|                 | 1857. | 1869. | 1880. | 1890. | 1900. | 1910. | 1921. | 1931. | 1948. | 1953. | 1961. | 1971. | 1981. | 1991. | 2001. | 2011. | 2021. |

## Povijest
Naselje se prvi puta spominje 1217. godine. U 19. stoljeću Dragošićka je sjedište "bilježničtva". Od 1850. godine je u sastavu Kotara Dugo Selo, od šezdesetih prošlog stoljeća u općini Dugo Selo, a od 1993. u sastavu je općine Rugvica. Naselje od osamdesetih godina prošlog stoljeća, zahvaljujući blizini Zagreba i Dugog Sela, ima nevjerojatno veliku prosječnu stopu rasta stanovništva. Naselje su u velikom broju naselili Hrvati iz Bosanske Posavine. Pripada rimokatoličkoj župi Uznesenja Blažene Djevice Marije  iz Savskog Narta, dugoselski dekanat.